# Europejskie Igrzyska Halowe w Lekkoatletyce 1968
III Europejskie Igrzyska Halowe odbyły się 9-10 marca 1968 w Madrycie w Palacio de Deportes.

## Mężczyźni

### konkurencje biegowe
| konkurencja                            | złoto                                                                             | złoto    | srebro                                                                          | srebro  | brąz                                                                                   | brąz   |
| -------------------------------------- | --------------------------------------------------------------------------------- | -------- | ------------------------------------------------------------------------------- | ------- | -------------------------------------------------------------------------------------- | ------ |
| Bieg na 50 m (szczegóły)               | Jobst Hirscht · RFN                                                               | 5,72     | Bob Frith · Wielka Brytania                                                     | 5,78    | Günter Gollos · NRD                                                                    | 5,78   |
| Bieg na 400 m (szczegóły)              | Andrzej Badeński · Polska                                                         | 47,04 WR | Aleksandr Bratczikow · ZSRR                                                     | 47,3    | Jan Balachowski · Polska                                                               | 47,3   |
| Bieg na 800 m (szczegóły)              | Noel Carroll · Irlandia                                                           | 1:56,61  | Alberto Esteban · Hiszpania                                                     | 1:57,7  | Siergiej Kriuczok · ZSRR                                                               | 1:58,1 |
| Bieg na 1500 m (szczegóły)             | John Whetton · Wielka Brytania                                                    | 3:50,94  | José María Morera · Hiszpania                                                   | 3:51,7  | Igor Potapczenko · ZSRR                                                                | 3:51,9 |
| Bieg na 3000 m (szczegóły)             | Wiktor Kudinski · ZSRR                                                            | 8:10,22  | Bernd Dießner · NRD                                                             | 8:11,0  | Wolfgang Zur · RFN                                                                     | 8:11,8 |
| Bieg na 50 m przez płotki (szczegóły)  | Eddy Ottoz · Włochy                                                               | 6,52 WR  | Günther Nickel · RFN                                                            | 6,68    | Milan Kotík · Czechosłowacja                                                           | 6,73   |
| Sztafeta 4 × 2 okrążenia (szczegóły)   | Polska · Waldemar Korycki · Jan Balachowski · Jan Werner · Andrzej Badeński       | 2:48,9   | RFN · Horst Daverkausen · Peter Bernreuther · Ingo Röper · Martin Jellinghaus   | 2:49,7  | ZSRR · Borys Sawczuk · Wasyl Anisimow · Siergiej Abalichin · Aleksandr Bratczikow      | 2:51,5 |
| Sztafeta 1+2+3+4 okrążenia (szczegóły) | ZSRR · Aleksandr Lebiediew · Borys Sawczuk · Igor Potapczenko · Siergiej Kriuczok | 3:52,2   | Polska · Marian Dudziak · Waldemar Korycki · Andrzej Badeński · Edmund Borowski | 3:54,96 | Hiszpania · José Luis Sánchez · Ramón Magariños · Alfonso Gabernet · José María Morera | 4:02,7 |
| Sztafeta 3 × 1000 m (szczegóły)        | ZSRR · Michaił Żełobowski · Oleg Rajko · Anatolij Wierłan                         | 7:13,6   | Hiszpania · Alberto Esteban · Enrique Bondia · Virgilio González                | 7:13,6  | Czechosłowacja · Pavel Hruška · Jan Kasal · Miroslav Jůza                              | 7:40,2 |

### konkurencje techniczne
| konkurencja                | złoto                      | złoto | srebro                    | srebro | brąz                          | brąz  |
| -------------------------- | -------------------------- | ----- | ------------------------- | ------ | ----------------------------- | ----- |
| Skok wzwyż (szczegóły)     | Wałerij Skworcow · ZSRR    | 2,17  | Walentin Gawriłow · ZSRR  | 2,17   | Kenneth Lundmark · Szwecja    | 2,14  |
| Skok o tyczce (szczegóły)  | Wolfgang Nordwig · NRD     | 5,20  | Hennadij Błyznecow · ZSRR | 5,10   | Jörg Milack · NRD             | 5,00  |
| Skok w dal (szczegóły)     | Igor Ter-Owanesian · ZSRR  | 8,16  | Tõnu Lepik · ZSRR         | 7,87   | Bernhard Stierle · RFN        | 7,59  |
| Trójskok (szczegóły)       | Nikołaj Dudkin · ZSRR      | 16,71 | Wiktor Saniejew · ZSRR    | 16,69  | Luis Felipe Areta · Hiszpania | 16,47 |
| Pchnięcie kulą (szczegóły) | Heinfried Birlenbach · RFN | 18,65 | Władysław Komar · Polska  | 18,40  | Nikołaj Karasiow · ZSRR       | 18,35 |

## Kobiety

### konkurencje biegowe
| konkurencja                            | złoto                                                                       | złoto    | srebro                                                                                | srebro | brąz                       | brąz   |
| -------------------------------------- | --------------------------------------------------------------------------- | -------- | ------------------------------------------------------------------------------------- | ------ | -------------------------- | ------ |
| Bieg na 50 m (szczegóły)               | Sylviane Telliez · Francja                                                  | 6,24 WR  | Erika Rost · RFN                                                                      | 6,38   | Hannelore Trabert · RFN    | 6,41   |
| Bieg na 400 m (szczegóły)              | Natalja Pieczonkina · ZSRR                                                  | 55,24 WR | Gisela Köpke · RFN                                                                    | 56,2   | Tatjana Arnautowa · ZSRR   | 56,3   |
| Bieg na 800 m (szczegóły)              | Karin Burneleit · NRD                                                       | 2:07,60  | Ałła Kolesnikowa · ZSRR                                                               | 2:08,3 | Walentina Łukjanowa · ZSRR | 2:09,4 |
| Bieg na 50 m przez płotki (szczegóły)  | Karin Balzer · NRD                                                          | 7,03     | Bärbel Weidlich · NRD                                                                 | 7,07   | Ludmiła Ijewlewa · ZSRR    | 7,09   |
| Sztafeta 4 × 1 okrążenie (szczegóły)   | RFN · Renate Meyer · Hannelore Trabert · Christa Elsler · Erika Rost        | 1:28,8   | --                                                                                    | --     | --                         | --     |
| Sztafeta 1+2+3+4 okrążenia (szczegóły) | ZSRR · Lilja Tkaczenko · Wira Popkowa · Nadieżda Sieropiegina · Anna Zimina | 4:28,3   | Czechosłowacja · Eva Putnová · Vlasta Seifertová · Libuše Macounová · Emília Ovádková | 4:39,0 | --                         | --     |

### konkurencje techniczne
| konkurencja                | złoto                       | złoto | srebro                   | srebro | brąz                           | brąz  |
| -------------------------- | --------------------------- | ----- | ------------------------ | ------ | ------------------------------ | ----- |
| Skok wzwyż (szczegóły)     | Rita Schmidt · NRD          | 1,84  | Virginia Bonci · Rumunia | 1,76   | Antonina Okorokowa · ZSRR      | 1,76  |
| Skok w dal (szczegóły)     | Berit Berthelsen · Norwegia | 6,43  | Bärbel Löhnert · NRD     | 6,23   | Viorica Viscopoleanu · Rumunia | 6,23  |
| Pchnięcie kulą (szczegóły) | Nadieżda Cziżowa · ZSRR     | 18,18 | Margitta Gummel · NRD    | 17,69  | Marita Lange · NRD             | 17,62 |

## Klasyfikacja medalowa
*   Gospodarz ( Hiszpania)
| Miejsce | Reprezentacja   | Złoto | Srebro | Brąz | Razem |
| ------- | --------------- | ----- | ------ | ---- | ----- |
| 1       | ZSRR            | 9     | 6      | 8    | 23    |
| 2       | NRD             | 4     | 4      | 3    | 11    |
| 3       | RFN             | 3     | 4      | 3    | 10    |
| 4       | Polska          | 2     | 2      | 1    | 5     |
| 5       | Wielka Brytania | 1     | 1      | 0    | 2     |
| 6       | Irlandia        | 1     | 0      | 0    | 1     |
| 6       | Francja         | 1     | 0      | 0    | 1     |
| 6       | Norwegia        | 1     | 0      | 0    | 1     |
| 6       | Włochy          | 1     | 0      | 0    | 1     |
| 10      | Hiszpania*      | 0     | 3      | 2    | 5     |
| 11      | Czechosłowacja  | 0     | 1      | 2    | 3     |
| 12      | Rumunia         | 0     | 1      | 1    | 2     |
| 13      | Szwecja         | 0     | 0      | 1    | 1     |
| Razem   | Razem           | 23    | 22     | 21   | 66    |

## Objaśnienia skrótów
WR - rekord świata